# Liga Mexicana de Béisbol 2005
La Temporada 2005 de la Liga Mexicana de Béisbol fue la edición número 81 y se le nombró Ing. Alejo Peralta Díaz-Ceballos en honor al empresario fundador de los Tigres Capitalinos (hoy Tigres de Quintana Roo) y gran impulsor del béisbol con acciones como la creación de la Academia de Pastejé para formar a los nuevos peloteros nacionales.

Además, en 2005 la liga cumplió 80 años de haberse fundado y se celebró con una serie de eventos además de que todos los equipos portaron un logotipo conmemorativo en sus uniformes.
Se designó como nuevo presidente de la liga a Alejandro Hütt en sustitución de Raúl González Rodríguez que permaneció en el cargo de 2002 a 2004.
El nuevo presidente, experto en mercadotecnia, trató de impulsar la liga mediante varios medios y acercar más a la afición con el juego mediante la creación de una revista mensual con información de la liga y los columnistas más destacados del béisbol nacional, así como con las 'Béisbol Cards', tarjetas coleccionables con las fotos de algunos peloteros de la liga excepto de los Saraperos de Saltillo y Olmecas de Tabasco. Estas dos acciones tuvieron una respuesta aceptable por parte de la afición pero no se continuaron.
Además, los Diablos Rojos del México celebraron su aniversario número 65 mientras que los Tigres (en aquel entonces de la Angelópolis, hoy Tigres de Quintana Roo) celebraban su 50 aniversario. Ambos equipos también diseñaron logotipos conmemorativos y lo más destacado fue que tomaron la decisión de jugar con puros peloteros mexicanos, cosa que resultó exitosa para los Tigres pues lograron el campeonato.
En cuanto al sistema de competencia, se quitaron los dobles juegos los domingos, se regresó al calendario de 110 juegos y la serie inaugural se realizó en sábado y domingo, y no en martes y miércoles como era costumbre.

## Equipos participantes
| Liga Mexicana de Béisbol 2005 |                              |           |                                  |                                      |           |
| Zona                          | Equipo                       | Fundación | Ciudad                           | Estadio                              | Capacidad |
| Norte                         | Acereros del Norte           | 1974      | Monclova, Coahuila               | Monclova                             | 8,500     |
| Norte                         | Pericos de Puebla            | 1938      | Puebla, Puebla                   | Hermanos Serdán                      | 12,112    |
| Norte                         | Potros de Tijuana            | 2004      | Tijuana, Baja California         | Calimax                              | 17,000    |
| Norte                         | Rieleros de Aguascalientes   | 1975      | Aguascalientes, Aguascalientes   | Alberto Romo Chávez                  | 6,494     |
| Norte                         | Saraperos de Saltillo        | 1970      | Saltillo, Coahuila               | Francisco I. Madero                  | 16,000    |
| Norte                         | Sultanes de Monterrey        | 1939      | Monterrey, Nuevo León            | Monterrey                            | 22,061    |
| Norte                         | Tuneros de San Luis          | 1926      | San Luis Potosí, San Luis Potosí | 20 de Noviembre                      | 6,500     |
| Norte                         | Vaqueros Laguna              | 1940      | Torreón, Coahuila                | Revolución                           | 9,500     |
| Sur                           | Diablos Rojos del México     | 1940      | México, D. F.                    | Foro Sol                             | 25,000    |
| Sur                           | Guerreros de Oaxaca          | 1996      | Oaxaca, Oaxaca                   | Eduardo Vasconcelos                  | 7,200     |
| Sur                           | Langosteros de Cancún        | 1996      | Cancún, Quintana Roo             | Beto Ávila                           | 9,500     |
| Sur                           | Leones de Yucatán            | 1954      | Mérida, Yucatán                  | Kukulcán                             | 14,917    |
| Sur                           | Olmecas de Tabasco           | 1975      | Villahermosa, Tabasco            | Centenario 27 de Febrero             | 8,500     |
| Sur                           | Piratas de Campeche          | 1980      | Campeche, Campeche               | Nelson Barrera Romellón              | 6,000     |
| Sur                           | Rojos del Águila de Veracruz | 1903      | Veracruz, Veracruz               | Deportivo Universitario "Beto Ávila" | 7,782     |
| Sur                           | Tigres de la Angelópolis     | 1955      | Puebla, Puebla                   | Hermanos Serdán                      | 12,112    |

## Posiciones
| Zona Norte     | Zona Norte | Zona Norte | Zona Norte | Zona Norte |
| Equipo         | Gan.       | Per.       | Porc.      | JV         |
| -------------- | ---------- | ---------- | ---------- | ---------- |
| Tijuana        | 64         | 46         | .582       | -          |
| Saltillo       | 63         | 47         | .573       | 1.0        |
| Monterrey      | 56         | 50         | .528       | 6.0        |
| México         | 56         | 51         | .523       | 6.5        |
| Aguascalientes | 55         | 53         | .509       | 8.0        |
| Monclova       | 53         | 55         | .491       | 10.0       |
| San Luis       | 45         | 63         | .417       | 18.0       |
| Laguna         | 38         | 71         | .349       | 25.5       |

| Zona Sur    | Zona Sur | Zona Sur | Zona Sur | Zona Sur | Zona Sur |
| Equipo      | Gan.     | Per.     | Porc.    | JV       |          |
| ----------- | -------- | -------- | -------- | -------- | -------- |
| Angelópolis | 66       | 41       | .617     | -        |          |
| Campeche    | 62       | 43       | .590     | 3.0      |          |
| Yucatán     | 57       | 50       | .533     | 9.0      |          |
| Oaxaca      | 57       | 50       | .533     | 9.0      |          |
| Tabasco     | 53       | 55       | .491     | 13.5     |          |
| Veracruz    | 51       | 58       | .468     | 16.0     |          |
| Puebla      | 51       | 58       | .458     | 16.0     |          |
| Cancún      | 37       | 73       | .336     | 30.5     |          |

| Clasificado a los playoffs |

## Juego de Estrellas
La edición 73 del Juego de Estrellas de la LMB se realizó en el Estadio Hermanos Serdán de la ciudad de Puebla, casa de los Pericos de Puebla y Tigres de la Angelópolis.
Con la llegada de un nuevo presidente a la liga, también cambió el formato del Juego de Estrellas con el fin de volverlo un evento más atractivo para la afición.
Se realizó el fin de semana de estrellas del 27 al 29 de mayo. El viernes 27 se realizó la Noche de Gala, en donde se entregaron los premios a los mejores peloteros de la temporada anterior. Anteriormente, se entregaban en la Convención del Béisbol Mexicano pero la mayoría de los peloteros no asistían por tener actividad en otras ligas. El sábado 28 se realizó un juego de veteranos de los dos equipos anfitriones, la competencia de mascotas y el Derby de Home Runs. El domingo 29 al mediodía se realizó el partido estelar entre la Zona Norte y la Zona Sur resultando ganador el equipo del norte 10-9. El estadounidense Rontrez Johnson de los Rieleros de Aguascalientes fue elegido el Jugador Más Valioso del partido, mientras que el también estadounidense Bill Selby de los Piratas de Campeche fue el ganador del Home Run Derby.
Además de la cobertura en la televisión por cable de ESPN2, se habló en un principio de que por fin un partido de LMB sería transmitido por televisión abierta a nivel nacional, cosa que no se concretó y hasta el presente no se ha vuelto a dar desde el 2 de junio de 2000 cuando Televisa transmitió el partido inaugural del Foro Sol. Sin embargo, se consiguió que TV Azteca le dedicara un programa especial de una hora al fin de semana de las estrellas en su canal principal. El programa mostró escenas de la cena, la competencia de cuadrangulares, la de mascotas y un resumen del partido, pero el pobre contenido y los comentaristas que no estaban bien informados, decepcionaron al público beisbolero que estaba a la expectativa de ver el programa.

## Play-offs
|  | Primer Playoff | Primer Playoff | Primer Playoff |             |   | Segundo Playoff | Segundo Playoff | Segundo Playoff |   |  | Serie de Campeonato | Serie de Campeonato | Serie de Campeonato |  |   | Serie Final | Serie Final | Serie Final |  |
|  |                |                |                |             |   |                 |                 |                 |   |  |                     |                     |                     |  |   |             |             |             |  |
|  |                |                |                |             |   |                 |                 |                 |   |  |                     |                     |                     |  |   |             |             |             |  |
|  | 1              | Tijuana        | 4              |             |   |                 |                 |                 |   |  |                     |                     |                     |  |   |             |             |             |  |
|  | 1              | Tijuana        | 4              |             |   |                 |                 |                 |   |  |                     |                     |                     |  |   |             |             |             |  |
|  | 6              | Monclova       | 1              |             |   |                 |                 |                 |   |  |                     |                     |                     |  |   |             |             |             |  |
|  | 6              | Monclova       | 1              |             | 1 | Tijuana         | 4               |                 |   |  |                     |                     |                     |  |   |             |             |             |  |
|  |                |                |                |             | 1 | Tijuana         | 4               |                 |   |  |                     |                     |                     |  |   |             |             |             |  |
|  |                |                | 4              | México      | 2 |                 |                 |                 |   |  |                     |                     |                     |  |   |             |             |             |  |
|  |                |                | 4              | México      | 2 |                 |                 |                 |   |  |                     |                     |                     |  |   |             |             |             |  |
|  |                |                |                |             |   |                 |                 |                 |   |  |                     |                     |                     |  |   |             |             |             |  |
|  |                |                |                |             |   |                 |                 |                 |   |  |                     |                     |                     |  |   |             |             |             |  |
|  |                |                |                |             |   |                 | 1               | Tijuana         | 3 |  |                     |                     |                     |  |   |             |             |             |  |
|  | Zona Norte     |                |                |             |   |                 | 1               | Tijuana         | 3 |  |                     |                     |                     |  |   |             |             |             |  |
|  |                |                | 2              | Saltillo    | 4 |                 |                 |                 |   |  |                     |                     |                     |  |   |             |             |             |  |
|  | 2              | Saltillo       | 2              | Saltillo    | 4 | 4               |                 |                 |   |  |                     |                     |                     |  |   |             |             |             |  |
|  | 2              | Saltillo       |                |             |   |                 |                 |                 |   |  |                     |                     |                     |  |   |             |             |             |  |
|  | 5              | Aguascalientes | 2              |             |   |                 |                 |                 |   |  |                     |                     |                     |  |   |             |             |             |  |
|  | 5              | Aguascalientes | 2              |             | 2 | Saltillo        | 4               |                 |   |  |                     |                     |                     |  |   |             |             |             |  |
|  |                |                |                |             | 2 | Saltillo        | 4               |                 |   |  |                     |                     |                     |  |   |             |             |             |  |
|  |                |                | 3              | Monterrey   | 2 |                 |                 |                 |   |  |                     |                     |                     |  |   |             |             |             |  |
|  | 3              | Monterrey      | 3              | Monterrey   | 2 | 4               |                 |                 |   |  |                     |                     |                     |  |   |             |             |             |  |
|  | 3              | Monterrey      |                |             |   |                 |                 |                 |   |  |                     |                     |                     |  |   |             |             |             |  |
|  | 4              | México         | 2              |             |   |                 |                 |                 |   |  |                     |                     |                     |  |   |             |             |             |  |
|  | 4              | México         | 2              |             |   |                 |                 |                 |   |  |                     |                     |                     |  | 2 | Saltillo    | 2           |             |  |
|  |                |                |                |             |   |                 |                 |                 |   |  |                     |                     |                     |  | 2 | Saltillo    | 2           |             |  |
|  |                |                | 1              | Angelópolis | 4 |                 |                 |                 |   |  |                     |                     |                     |  |   |             |             |             |  |
|  | 1              | Angelópolis    | 1              | Angelópolis | 4 | 4               |                 |                 |   |  |                     |                     |                     |  |   |             |             |             |  |
|  | 1              | Angelópolis    |                |             |   |                 |                 |                 |   |  |                     |                     |                     |  |   |             |             |             |  |
|  | 6              | Veracruz       | 0              |             |   |                 |                 |                 |   |  |                     |                     |                     |  |   |             |             |             |  |
|  | 6              | Veracruz       | 0              |             | 1 | Angelópolis     | 4               |                 |   |  |                     |                     |                     |  |   |             |             |             |  |
|  |                |                |                |             | 1 | Angelópolis     | 4               |                 |   |  |                     |                     |                     |  |   |             |             |             |  |
|  |                |                | 4              | Oaxaca      | 2 |                 |                 |                 |   |  |                     |                     |                     |  |   |             |             |             |  |
|  |                |                | 4              | Oaxaca      | 2 |                 |                 |                 |   |  |                     |                     |                     |  |   |             |             |             |  |
|  |                |                |                |             |   |                 |                 |                 |   |  |                     |                     |                     |  |   |             |             |             |  |
|  |                |                |                |             |   |                 |                 |                 |   |  |                     |                     |                     |  |   |             |             |             |  |
|  |                |                |                |             |   |                 | 1               | Angelópolis     | 4 |  |                     |                     |                     |  |   |             |             |             |  |
|  | Zona Sur       |                |                |             |   |                 | 1               | Angelópolis     | 4 |  |                     |                     |                     |  |   |             |             |             |  |
|  |                |                | 3              | Yucatán     | 2 |                 |                 |                 |   |  |                     |                     |                     |  |   |             |             |             |  |
|  | 2              | Campeche       | 3              | Yucatán     | 2 | 3               |                 |                 |   |  |                     |                     |                     |  |   |             |             |             |  |
|  | 2              | Campeche       |                |             |   |                 |                 |                 |   |  |                     |                     |                     |  |   |             |             |             |  |
|  | 5              | Tabasco        | 4              |             |   |                 |                 |                 |   |  |                     |                     |                     |  |   |             |             |             |  |
|  | 5              | Tabasco        | 4              |             | 3 | Yucatán         | 4               |                 |   |  |                     |                     |                     |  |   |             |             |             |  |
|  |                |                |                |             | 3 | Yucatán         | 4               |                 |   |  |                     |                     |                     |  |   |             |             |             |  |
|  |                |                | 5              | Tabasco     | 3 |                 |                 |                 |   |  |                     |                     |                     |  |   |             |             |             |  |
|  | 3              | Yucatán        | 5              | Tabasco     | 3 | 4               |                 |                 |   |  |                     |                     |                     |  |   |             |             |             |  |
|  | 3              | Yucatán        |                |             |   |                 |                 |                 |   |  |                     |                     |                     |  |   |             |             |             |  |
|  | 4              | Oaxaca         | 3              |             |   |                 |                 |                 |   |  |                     |                     |                     |  |   |             |             |             |  |
|  | 4              | Oaxaca         | 3              |             |   |                 |                 |                 |   |  |                     |                     |                     |  |   |             |             |             |  |
|  |                |                |                |             |   |                 |                 |                 |   |  |                     |                     |                     |  |   |             |             |             |  |

| Campeón de la Liga Mexicana de Béisbol Tigres de la Angelópolis 9.º título |

### Primer Playoff
| Juego | Fecha    | Visitante | Resultado | Local    |
| ----- | -------- | --------- | --------- | -------- |
| 1     | 30/07/05 | Monclova  | 4-9       | Tijuana  |
| 2     | 31/07/05 | Monclova  | 9-7       | Tijuana  |
| 3     | 2/08/05  | Tijuana   | 7-6       | Monclova |
| 4     | 3/08/05  | Tijuana   | 6-1       | Monclova |
| 5     | 5/08/05  | Tijuana   | 6-2       | Monclova |

| Juego | Fecha    | Visitante      | Resultado | Local          |
| ----- | -------- | -------------- | --------- | -------------- |
| 1     | 30/07/05 | Aguascalientes | 5-0       | Saltillo       |
| 2     | 31/07/05 | Aguascalientes | 2-7       | Saltillo       |
| 3     | 2/08/05  | Saltillo       | 15-4      | Aguascalientes |
| 4     | 3/08/05  | Saltillo       | 9-13      | Aguascalientes |
| 5     | 4/08/05  | Saltillo       | 9-6       | Aguascalientes |
| 6     | 6/08/05  | Aguascalientes | 3-5       | Saltillo       |

| Juego | Fecha    | Visitante | Resultado | Local     |
| ----- | -------- | --------- | --------- | --------- |
| 1     | 30/07/05 | México    | 0-6       | Monterrey |
| 2     | 31/07/05 | México    | 7-3       | Monterrey |
| 3     | 2/08/05  | Monterrey | 4-2       | México    |
| 4     | 3/08/05  | Monterrey | 7-1       | México    |
| 5     | 4/08/05  | Monterrey | 10-13     | México    |
| 6     | 6/08/05  | México    | 4-6       | Monterrey |

| Juego | Fecha    | Visitante   | Resultado | Local       |
| ----- | -------- | ----------- | --------- | ----------- |
| 1     | 30/07/05 | Veracruz    | 1-10      | Angelópolis |
| 2     | 31/07/05 | Veracruz    | 5-7       | Angelópolis |
| 3     | 2/08/05  | Angelópolis | 5-4       | Veracruz    |
| 4     | 3/08/05  | Angelópolis | 8-3       | Veracruz    |

| Juego | Fecha    | Visitante | Resultado | Local    |
| ----- | -------- | --------- | --------- | -------- |
| 1     | 30/07/05 | Tabasco   | 2-6       | Campeche |
| 2     | 31/07/05 | Tabasco   | 6-7       | Campeche |
| 3     | 2/08/05  | Campeche  | 0-7       | Tabasco  |
| 4     | 3/08/05  | Campeche  | 1-2       | Tabasco  |
| 5     | 4/08/05  | Campeche  | 5-6       | Tabasco  |
| 6     | 6/08/05  | Tabasco   | 3-6       | Campeche |
| 7     | 7/08/05  | Tabasco   | 6-3       | Campeche |

| Juego | Fecha    | Visitante | Resultado | Local   |
| ----- | -------- | --------- | --------- | ------- |
| 1     | 30/07/05 | Oaxaca    | 4-6       | Yucatán |
| 2     | 31/07/05 | Oaxaca    | 6-4       | Yucatán |
| 3     | 2/08/05  | Yucatán   | 11-4      | Oaxaca  |
| 4     | 3/08/05  | Yucatán   | 6-11      | Oaxaca  |
| 5     | 4/08/05  | Yucatán   | 6-7       | Oaxaca  |
| 6     | 6/08/05  | Oaxaca    | 0-1       | Yucatán |
| 7     | 7/08/05  | Oaxaca    | 0-1       | Yucatán |

### Series de Zona
| Juego | Fecha    | Visitante | Resultado | Local   |
| ----- | -------- | --------- | --------- | ------- |
| 1     | 9/08/05  | México    | 7-10      | Tijuana |
| 2     | 10/08/05 | México    | 1-2       | Tijuana |
| 3     | 12/08/05 | Tijuana   | 6-9       | México  |
| 4     | 13/08/05 | Tijuana   | 3-7       | México  |
| 5     | 14/08/05 | Tijuana   | 17-2      | México  |
| 6     | 16/08/05 | México    | 3-4       | Tijuana |

| Juego | Fecha    | Visitante | Resultado | Local     |
| ----- | -------- | --------- | --------- | --------- |
| 1     | 9/08/05  | Monterrey | 3-7       | Saltillo  |
| 2     | 10/08/05 | Monterrey | 6-9       | Saltillo  |
| 3     | 12/08/05 | Saltillo  | 7-8       | Monterrey |
| 4     | 13/08/05 | Saltillo  | 1-7       | Monterrey |
| 5     | 14/08/05 | Saltillo  | 6-5       | Monterrey |
| 6     | 16/08/05 | Monterrey | 2-11      | Saltillo  |

| Juego | Fecha    | Visitante   | Resultado | Local       |
| ----- | -------- | ----------- | --------- | ----------- |
| 1     | 9/08/05  | Oaxaca      | 12-4      | Angelópolis |
| 2     | 10/08/05 | Oaxaca      | 5-11      | Angelópolis |
| 3     | 12/08/05 | Angelópolis | 6-10      | Oaxaca      |
| 4     | 13/08/05 | Angelópolis | 8-5       | Oaxaca      |
| 5     | 14/08/05 | Angelópolis | 10-8      | Oaxaca      |
| 6     | 16/08/05 | Oaxaca      | 7-10      | Angelópolis |

| Juego | Fecha    | Visitante | Resultado | Local   |
| ----- | -------- | --------- | --------- | ------- |
| 1     | 9/08/05  | Tabasco   | 5-3       | Yucatán |
| 2     | 10/08/05 | Tabasco   | 6-4       | Yucatán |
| 3     | 12/08/05 | Yucatán   | 3-9       | Tabasco |
| 4     | 13/08/05 | Yucatán   | 6-4       | Tabasco |
| 5     | 14/08/05 | Yucatán   | 9-7       | Tabasco |
| 6     | 16/08/05 | Tabasco   | 4-6       | Yucatán |
| 7     | 17/08/05 | Tabasco   | 0-4       | Yucatán |

### Series de Campeonato
| Juego | Fecha    | Visitante | Resultado | Local    |
| ----- | -------- | --------- | --------- | -------- |
| 1     | 20/08/05 | Saltillo  | 5-6       | Tijuana  |
| 2     | 21/08/05 | Saltillo  | 6-5       | Tijuana  |
| 3     | 23/08/05 | Tijuana   | 6-2       | Saltillo |
| 4     | 24/08/05 | Tijuana   | 0-8       | Saltillo |
| 5     | 25/08/05 | Tijuana   | 3-9       | Saltillo |
| 6     | 27/08/05 | Saltillo  | 3-7       | Tijuana  |
| 7     | 28/08/05 | Saltillo  | 8-0       | Tijuana  |

| Juego | Fecha    | Visitante   | Resultado | Local       |
| ----- | -------- | ----------- | --------- | ----------- |
| 1     | 20/08/05 | Yucatán     | 0-9       | Angelópolis |
| 2     | 21/08/05 | Yucatán     | 0-3       | Angelópolis |
| 3     | 23/08/05 | Angelópolis | 5-2       | Yucatán     |
| 4     | 24/08/05 | Angelópolis | 1-5       | Yucatán     |
| 5     | 25/08/05 | Angelópolis | 1-6       | Yucatán     |
| 6     | 27/08/05 | Yucatán     | 6-9       | Angelópolis |

### Serie Final
Los Tigres de la Angelópolis, conquistaron su título número 9 tras derrotar 4 juegos a 3 a los Saraperos de Saltillo. El mánager que los llevó al campeonato fue Enrique "Che" Reyes y se destacó como jugador más valioso el shortstop Javier Robles.
| Juego | Fecha    | Visitante   | Resultado | Local       |
| ----- | -------- | ----------- | --------- | ----------- |
| 1     | 30/08/05 | Saltillo    | 5-10      | Angelópolis |
| 2     | 31/08/05 | Saltillo    | 10-7      | Angelópolis |
| 3     | 3/09/05  | Angelópolis | 19-10     | Saltillo    |
| 4     | 4/09/05  | Angelópolis | 3-4       | Saltillo    |
| 5     | 5/09/05  | Angelópolis | 4-1       | Saltillo    |
| 6     | 7/09/05  | Saltillo    | 7-16      | Angelópolis |

## Líderes
A continuación se muestran los lideratos tanto individuales como colectivos de los diferentes departamentos de bateo y de pitcheo.

### Bateo
| Categoría           | Individual                                    | Marca | Colectivo                | Marca |
| ------------------- | --------------------------------------------- | ----- | ------------------------ | ----- |
| Porcentaje          | Javier Robles (TIG)                           | .392  | Tigres de la Angelópolis | .339  |
| Carreras Producidas | Willis Otáñez (VER)                           | 123   | Tigres de la Angelópolis | 739   |
| Home Runs           | Roberto Saucedo (MEX)                         | 35    | Potros de Tijuana        | 188   |
| Carreras Anotadas   | Sharnol Adriana (SLP)                         | 105   | Tigres de la Angelópolis | 792   |
| Hits                | Carlos A. Gastélum (TIG)                      | 165   | Tigres de la Angelópolis | 1,289 |
| Dobles              | Carlos Villalobos (SLP) Julio Hernández (TIJ) | 39    | Tuneros de San Luis      | 270   |
| Triples             | Donzell McDonald (TAB)                        | 10    | Leones de Yucatán        | 37    |
| Bases Robadas       | Donzell McDonald (TAB)                        | 53    | Leones de Yucatán        | 110   |
| Slugging            | Jorge Vázquez (TIG)                           | .796  | Tigres de la Angelópolis | .551  |

### Pitcheo
| Categoría         | Individual                                                      | Marca | Colectivo                | Marca |
| ----------------- | --------------------------------------------------------------- | ----- | ------------------------ | ----- |
| Efectividad       | Francisco Campos (CAM)                                          | 2.84  | Leones de Yucatán        | 4.56  |
| Juegos Ganados    | Eric Knott (PUE)                                                | 14    | Tigres de la Angelópolis | 66    |
| Ponches           | Francisco Campos (CAM)                                          | 170   | Saraperos de Saltillo    | 685   |
| Entradas Lanzadas | Francisco Campos (CAM)                                          | 152.0 | Potros de Tijuana        | 983.0 |
| Juegos Completos  | Francisco Campos (CAM) Carlos Pulido (OAX) Alfredo Aceves (YUC) | 3     | Guerreros de Oaxaca      | 7     |
| Blanqueadas       | Pasqual Coco (VER)                                              | 2     | Sultanes de Monterrey    | 8     |
| Juegos Salvados   | Máximo de la Rosa (MTY) Isidro Márquez (CAM)                    | 25    | Guerreros de Oaxaca      | 29    |
| WHIP              | Eric Knott (PUE)                                                | 1.08  | Leones de Yucatán        | 1.52  |

## Designaciones
Se designó como novatos del año a Joakim Soria de los Diablos Rojos del México y a Julio Reyes de los Vaqueros Laguna.

## Acontecimientos relevantes
- 28 de junio: Ricardo Sáenz de los Acereros del Norte se convierte en el cuarto pelotero en la historia en conectar 4 home runs en un juego de 9 entradas; lo hace contra los Rieleros de Aguascalientes.
- El 18 de julio fueron ingresados al Salón de la Fama Enrique Aguilar, Herminio Domínguez, Cecilio Acosta, Rafael García y Álvaro Lebrija.
- 26 de julio: Alonso Beltrán (6 entradas), Adolfo Delfín (1), Julio César Parra (1) y Andy Shibilo (1) de los Potros de Tijuana le lanzan juego sin hit ni carrera de 9 entradas a los Saraperos de Saltillo, ganando 5-0 en el Estadio Calimax de Tijuana, Baja California, siendo el cuarto que se lograba de manera combinada.[4]
- El 7 de agosto en el Estadio Kukulkán, Óscar Rivera de los Leones de Yucatán, lanzó el primer "Juego Perfecto" en playoffs en la historia de la LMB, derrotando 1-0 a los Guerreros de Oaxaca, al mismo tiempo que obtenían su pase a la siguiente ronda.[5]